# Villa Aalto
Villa Aalto is een het voormalige woonhuis van de Finse architect Alvar Aalto. De villa is gelegen in Munkkaniemi, een westelijk stadsdeel van Helsinki. Het was van 1936 tot Aalto's dood in 1976 in gebruik als zijn woonhuis en atelier. 
Aalto ontwierp de villa samen met zijn vrouw Aino.Hij diende ook als atelier en kantoorruimte: het werkgedeelte is van witgeschilderde baksteen, het woongedeelte van hout. De villa heeft een plat dak en een groot terras op het zuiden. Het huis is vrijwel geheel ingericht met zelfontworpen meubilair. 
Aalto's tweede vrouw, tevens architect, Elissa Aalto bleef tot haar dood in 1994 in de villa wonen. In 1998 kwam het huis in het bezit van de Alvar Aalto Foundation en werd het in gebruik genomen als museum. Samen met zijn nabijgelegen tweede atelier uit 1955 vormt het een dependance van het Alvar Aalto-museum in Jyväskylä. 